# Retrybucja
Retrybucja – sprawiedliwa odpłata za przestępstwo. Zasada ta oparta jest na regule zaproponowanej przez Senekę punitur quia peccatum est, a współcześnie rozwiniętej przez Kanta i Hegla w teoriach represyjnych kary. 
Retrybucja określa konsekwencje grożące za popełnienie czynu zabronionego przez prawo. U podstaw tej zasady stoi pogląd, że sprawca, który naruszył normę prawną powinien zostać sprawiedliwie ukarany.